# Tetley
Tetley, Tetley Group, är en brittisk tetillverkare. Företaget grundades 1837.
Tetley har ett samriskföretag med Tata Group under namnet Tata Tetley.